# Podlipie (Wyżyna Olkuska)
Podlipie – wzgórze o wysokości 447 m n.p.m. na Wyżynie Olkuskiej w gminie Skała w powiecie krakowskim w województwie małopolskim. Położone jest na północny zachód od miasta Skała na granicy Ojcowskiego Parku Narodowego.